# Trematodon rapaensis
Trematodon rapaensis är en bladmossart som beskrevs av Edwin Bunting Bartram 1940. Trematodon rapaensis ingår i släktet tranmossor, och familjen Bruchiaceae. Inga underarter finns listade i Catalogue of Life.